# Bohdan Lisowski

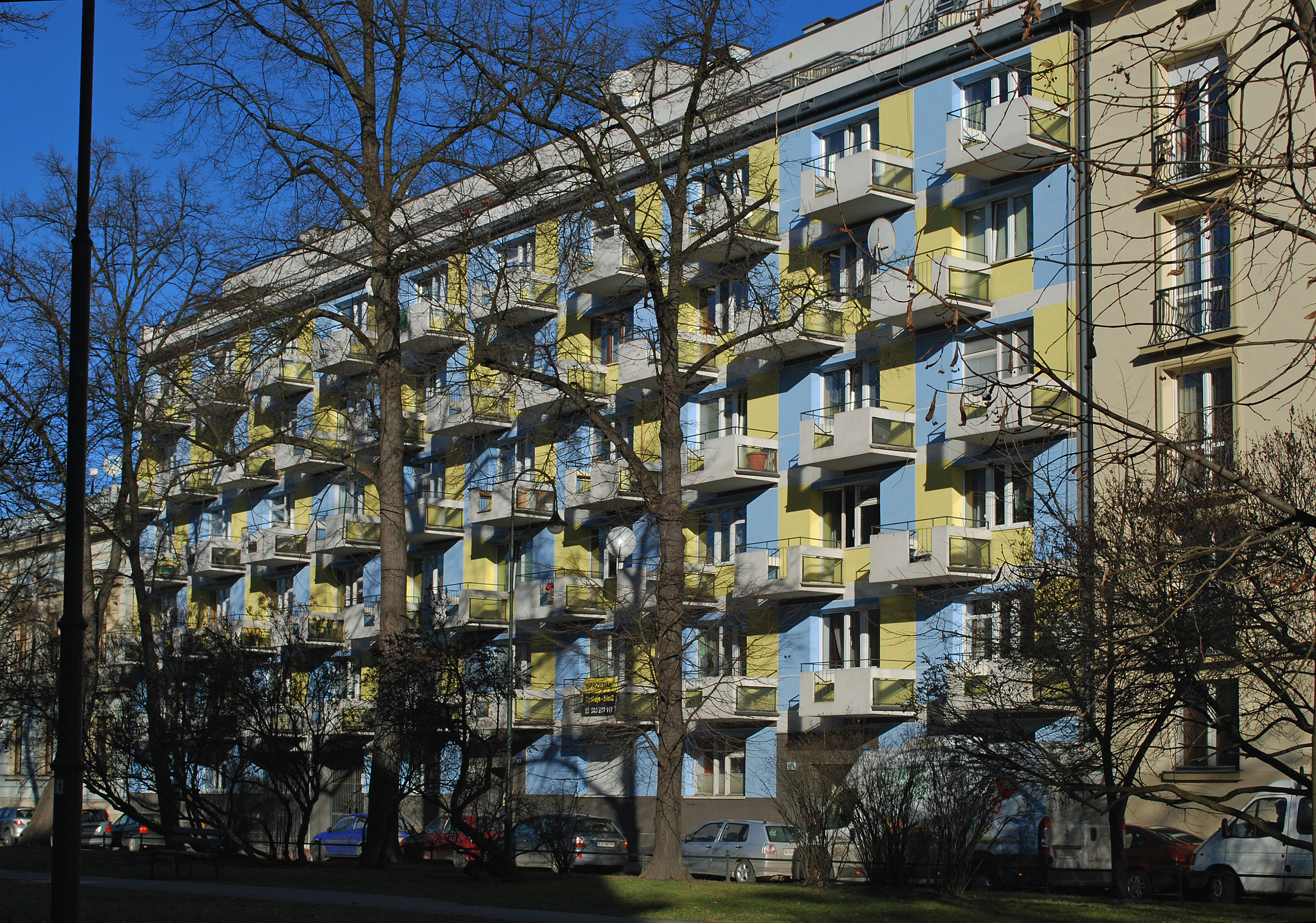
Kraków, ul. Retoryka 4
Dom Stu Balkonów

Bohdan Stanisław Lisowski (ur. 19 sierpnia 1924 w Lublinie, zm. 30 lipca 1992 w Krakowie) – polski architekt, profesor zwyczajny doktor habilitowany inżynier.

## Życiorys
W 1948 ukończył studia na Wydziale Architektury Akademii Górniczo-Hutniczej, a następnie rozpoczął pracę zawodową, jego projekty nosiły cechy modernizmu. W 1958 na Politechnice Krakowskiej obronił pracę doktorską pt. "Genealogia skrajnie awangardowej architektury XIX wieku 1800-1900", cztery lata później obronił pracę habilitacyjną. Na Politechnice Krakowskiej kierował Zakładem Architektury Przemysłowej, w 1972 uzyskał tytuł profesora nadzwyczajnego, a w 1989 profesora zwyczajnego. Wykładał na Politechnice Krakowskiej, Politechnice Wrocławskiej, Politechnice Warszawskiej, Uniwersytecie Jagiellońskim, Akademii Sztuk Pięknych w Krakowie. Od 1965 do 1974 był związany z Wydziałem architektury Politechniki Śląskiej. Na początku lat 80. był szefem zespołu przygotowującego nową rodzinę autobusów Autosan H10.
Został pochowany na Cmentarzu Salwatorskim w Krakowie.

## Członkostwo
- Polska Akademia Nauk: 
  - Komitet Architektury i Urbanistyki,
  - Komitet Ergonomii,
  - Komisja Urbanistyki i Architektury Oddz. Krakowskiego;
- Polskie Towarzystwo Ergonomiczne;
- Polskie Towarzystwo Higieny Psychicznej;
- SARP.

## Projekty
- Karoseria autobusowych Autosan;
- Aparaty telefoniczne Telkom-Telos.

## Realizacje (wybrane)
- Południowe Zakłady Wytwórcze Silników Elektrycznych TAMEL w Tarnowie wraz z robotniczym osiedlem mieszkaniowym /1952/;
- Zakłady Przemysłu Gumowego STOMIL w Dębicy /1956/;
- Pięć baz magazynowych na terenie Krakowa /od 1950 do 1960/;
- Siedziba Krakowskiego Biura Projektowo-Badawczego Budownictwa Przemysłowego w Krakowie przy ulicy Wielopole 17 /1952/;
- "Dom 100 balkonów" w Krakowie (przy ul. Retoryka 4) /1961/.

## Publikacje
- Genealogia skrajnie awangardowej architektury XX wieku 1800-1900 /1958/;
- Skrajnie awangardowa architektury XX wieku 1900-1944 /1962/;
- Systematyka architektury XX wieku - Świat i Polska /1981-84/.